# トリオ・ミュージック
『トリオ・ミュージック』（Trio Music）は、アメリカ合衆国のジャズ・ピアニスト、チック・コリアが1981年11月に録音し、1982年にECMレコードから発表したスタジオ・アルバム。

## 背景
コリアが1968年に発表したアルバム『ナウ・ヒー・シングス、ナウ・ヒー・ソブス』と同様、ミロスラフ・ヴィトウスとロイ・ヘインズを迎えたトリオ編成で録音された。なお、コリアとヘインズは本作の録音に先がけて、1981年7月15日のモントルー・ジャズ・フェスティバルでジョー・ヘンダーソンとゲイリー・ピーコックも加えたカルテットで演奏し、その時のライヴ録音は後にアルバム『ライヴ・アット・モントルー』として発表された。また、コリアとヴィトウスは同年9月19日、クリエイティヴ・ミュージック・スタジオで行われたセッションでアンソニー・ブラクストン、ジャック・ディジョネットと共演し、その模様は後にダグラス・ミュージックから『Creative Music Studio - Woodstock Jazz Festival 1』、『Creative Music Studio - Woodstock Jazz Festival 2』といったアルバムとして発表された。
本作は2枚組LPとして発売され、ディスク1にはフリー・インプロヴィゼーション、ディスク2にはセロニアス・モンクのカヴァー7曲が収録された。

## 反響・評価
アメリカでは『ビルボード』のジャズ・アルバム・チャートで17位に達した。
スコット・ヤナウはオールミュージックにおいて5点満点中4点を付け、ディスク1に関して「面白い瞬間もあるが、全体的には軽い感触で、コリアが1960年代に残したフリー・インプロヴィゼーションほどの自然さはない」、ディスク2に関して「コリア自身の強い音楽的個性を失うことなく、モンクの魂を正しく表現している」と評している。また、ピーター・マーシュは2003年、「個人的には、ヘインズが指でテーブルを叩くのに金を払ってもいいと思っているが、ここでの彼の演奏は本当に別格で、全員の最良の演奏を引き出している」と評している。

## 収録曲

### トリオ・インプロヴィゼーションズ
特記なき楽曲はチック・コリア、ミロスラフ・ヴィトウス、ロイ・ヘインズの共作。
1. トリオ・インプロヴィゼーション1 - "Trio Improvisation 1" - 3:26
2. トリオ・インプロヴィゼーション2 - "Trio Improvisation 2" - 3:50
3. トリオ・インプロヴィゼーション3 - "Trio Improvisation 3" - 3:08
4. デュエット・インプロヴィゼーション1 - "Duet Improvisation 1" (Chick Corea, Miroslav Vitouš) - 4:26
5. デュエット・インプロヴィゼーション2 - "Duet Improvisation 2" (C. Corea, M. Vitouš) - 5:25
6. トリオ・インプロヴィゼーション4 - "Trio Improvisation 4" - 4:40
7. トリオ・インプロヴィゼーション5 - "Trio Improvisation 5" - 7:42
8. スリッパリー・ホエン・ウェット - "Slippery When Wet" (C. Corea) - 6:01

### ザ・ミュージック・オブ・セロニアス・モンク
全曲ともセロニアス・モンク作曲。
1. リズム-ア-ニング - "Rhythm-A-Ning" - 5:06
2. ラウンド・ミッドナイト - "'Round Midnight" - 5:14
3. エロネル - "Eronel" - 4:37
4. シンク・オブ・ワン - "Think of One" - 4:27
5. リトル・ルーティ・トゥーティ - "Little Rootie Tootie" - 4:50
6. リフレクションズ - "Reflections" - 6:46
7. ハッケンサック - "Hackensack" - 6:13

## 参加ミュージシャン
- チック・コリア - ピアノ
- ミロスラフ・ヴィトウス - ダブルベース
- ロイ・ヘインズ - ドラム